# Радослав Цонев
Радослав Александров Цонев е български футболист, полузащитник.

## Биография
Роден е на 29 април 1995 година в Благоевград. Неговият близнак Борислав Цонев също е професионален футболист. Започва да тренира футбол в местния клуб Пирин (Благоевград). През 2009 година е привлечен в школата на Левски (София), заедно с брат си Борислав. На 27 май 2011 година дебютира за Левски в А група на 16-годишна възраст, заменяйки Дарко Тасевски през второто полувреме на домакинската победа с 3:0 над Монтана в последния кръг на сезон 2010/11. На 29 април 2013 година, когато навършва 18 години, Радослав подписва първи професионален договор с Левски, който е с продължителност от 3 сезона.
През есента на 2013 година е преотстъпен да се обиграва в Ботев (Враца), където записва 8 мача в Б група. През зимата се завръща в Левски, а на 21 април 2014 г. бележи първия си гол за клуба. Разписва се във вечното дерби срещу ЦСКА (София), което Левски губи с 1:3.